# جنارو اولیویری
جنارو اولیویری (انگلیسی: Gennaro Olivieri; ۱۰ فوریهٔ ۱۹۴۲ – ۲۶ ژانویهٔ ۲۰۲۰) بازیکن فوتبال اهل ایتالیا بود.
از باشگاه‌هایی که در آن بازی کرده‌است می‌توان به باشگاه فوتبال پروجا، باشگاه فوتبال سالرنیتانا، باشگاه فوتبال آ.اس. رم، باشگاه فوتبال یووه استابیا، و باشگاه فوتبال اسپال اشاره کرد.